# ناحیه هولتون، میشیگان
ناحیه هولتون (به انگلیسی: Holton Township) یک منطقهٔ مسکونی در ایالات متحده آمریکا است که در شهرستان موسکگون، میشیگان واقع شده‌است.
 ناحیه هولتون ۹۲٫۵ کیلومتر مربع مساحت و ۲٬۵۱۴ نفر جمعیت دارد و ۲۲۴ متر بالاتر از سطح دریا واقع شده‌است.